# Dellys (distrito)
Dellys é um distrito localizado na província de Boumerdès, Argélia, e cuja capital é a cidade de mesmo nome, Dellys.[carece de fontes?]

## Municípios
O distrito está dividido em três municípios:
- Dellys
- Ben Choud
- Afir